# Adam Papée
Adam Stanisław Papée (født 21. juli 1895 i Lviv, død 6. marts 1990 i Bydgoszcz) var en polsk fægter, som deltog i fire olympiske lege i mellemkrigstiden.

## Fægtekarriere
Papée var først og fremmest kendt som sabelfægter, og han var med ved OL 1924 i Paris i sabelholdkonkurrencen, hvor Polen dog blev elimineret i første runde. Bedre gik det, da han var med ved OL 1928 i Amsterdam i samme disciplin sammen med Kazimierz Laskowski, Tadeusz Friedrich, Władysław Segda, Aleksander Małecki og Jerzy Zabielski. Polakkerne indledte med at vinde deres førsterundepulje (delt sammen med Ungarn) og gik dermed videre til semifinalerne. Her tabte de ganske vist 0-16 til Italien, men vandt derpå deres to andre kampe, og dermed kom de med i finalepuljen. Her talte kampen mod Italien fra semifinalen og derudover blev det til nederlag til Ungarn, men sejr over Tyskland, hvorpå det blev til polsk bronze, mens Ungarn fik guld og Italien sølv.
Ved OL 1932 i Los Angeles deltog blot seks hold, og Polen gik let videre fra sin indledende pulje og var dermed direkte i finalen. Her blev det til klare nederlag til guldvinderne fra Ungarn og sølvvinderne fra Italien, men bronzen blev genvundet efter uafgjort mod USA (men med flest træffere i den indbyrdes kamp). Denne gang bestod det polske hold foruden Papée af Tadeusz Friedrich, Władysław Segda (begge ligeledes gengangere fra 1928) samt Władysław Dobrowolski, Marian Suski og Leszek Lubicz-Nycz. Ved disse lege deltog han også i den individuelle konkurrence og nåede semifinalerunden.
Endelig var han med ved OL 1936 i Berlin, hvor han var med på sabelholdet, der her blev nummer fire.
Papée, der var en af grundlæggerne af det polske fægteforbund, blev individuel polsk mester fire gange (1926, 1927, 1929 og 1932), og han var med ved det uofficielle VM i 1930, hvor Polen i holdkampen vandt bronze.
Ud over sin aktive karriere var Papée fægtedommer både nationalt (1923-1973) og internationalt (1930-1960), og han var med i dommerjuryen ved tre af de olympiske lege, han også deltog i som aktiv (1928, 1932 og 1936).

## Øvrige karriere
Papée var med i den polske legion under første verdenskrig og blev såret i slaget ved Konary og modtog to gange det polske tapperhedskors. Han studerede derpå økonomi og jura ved Universitet Jagielloński og erhvervede sig en doktorgrad samme sted. Herefter gik han ind i bankbranchen.
Under anden verdenskrig var han aktiv i Warszawa-opstanden i 1944 sammen med to af sine døtre. Efter krigen gik han aktivt ind i genopbygningen af polsk sport og virkede her som fægtetræner, lige som han genoptog dommergerningen.
I 1987 udgav han sine erindringer i Na białą broń (De hvide våben).